# Melopyrrha nigra
Sementeiro-cubano ou bicudo-cubano (Melopyrrha nigra) é uma espécie de ave da família Emberizidae. É a única espécie do género Melopyrrha.
Pode ser encontrada nos seguintes países: Ilhas Cayman e Cuba.
Os seus habitats naturais são: florestas subtropicais ou tropicais húmidas de baixa altitude, regiões subtropicais ou tropicais húmidas de alta altitude e florestas secundárias altamente degradadas.